# Jet2.com
Jet2.com Limited (Jet2.com) — британская бюджетная авиакомпания, совершающая регулярные и чартерные рейсы из Великобритании. Jet2.com является третьим крупнейшим авиаперевозчиком Великобритании, уступая EasyJet и British Airways. Главной базой и штаб-квартирой авиакомпании является аэропорт Лидс-Брадфорд.

## История

### Истоки
Jet2.com Limited является филиалом компании Jet2 plc (ранее — Dart Group plc), осуществляющей авиационные перевозки. Авиакомпания начала работу в 1983 году под брендом Channel Express. Тогда же она была приобретена нынешним исполнительным председателем Jet2 plc Филипом Мисоном. Изначально являясь грузовым перевозчиком, с 2001 года авиакомпания также начала пассажирские чартерные перевозки, используя самолёты Boeing на близкомагистральных и среднемагистральных международных направлениях.

### Формирование бренда Jet2
В 2002 году Channel Express основала бренд Jet2.com в аэропорту Лидс-Брадфорд. Jet2 совершила свой первый рейс из аэропорта Лидс Брадфорд в Амстердам 12 февраля 2003 на самолёте Boeing 737-300. В течение 2003 года были открыты 7 новых европейских направлений.
В 2004 году была открыта новая база в аэропорту Манчестера, в котором Jet2 начала использовать терминал 1. В это же время авиакомпания пополнила свой флот Boeing 737 и Boeing 757 и открыла новую базу в международном аэропорту Белфаста.
В 2005 году Jet2.com открыла базу в аэропорту Ньюкасла. Позже в этом году авиакомпания купила два борта Boeing 757-200, что позволило ей летать на более дальние расстояния, перевозя больше пассажиров. Jet2 также открыла базы в Блэкпуле и Эдинбурге.
В 2006 году главный штаб авиакомпании был перенесён из Борнмута в Лидс, и компания была официально переименована в Jet2.com Limited.

### Расширение компании
В ноябре 2008 Jet2.com сменила свой слоган с «The North’s Low Cost Airline» на «Friendly Low Fares». После этого авиакомпания объявила об открытии новой базы в аэропорту Восточный Мидландс (первой вне севера Англии и Шотландии). Эксплуатация базы началась в мае 2010 года.
В течение ноября и декабря 2008 авиакомпания совершила четыре прямых рейса из Лидс-Брадфорда в аэропорт Ньюарк, используя самолёты Boeing 757-200. Данные рейсы стали сезонными для рождественского периода и начали выполняться также из аэропортов Ньюкасла, Глазго и Восточного Мидландса.
В 2010 году авиакомпания объявила открытие новой базы в аэропорту Глазго, которая открылась 31 марта 2011, изначально имея 9 направлений.
В январе 2011 авиакомпания приобрела первый борт Boeing 737-800, который ранее принадлежал голландской авиакомпании Transavia. Данное пополнение заняло во флоте Jet2.com нишу между Boeing 737-300 и Boeing 757-200.
Jet2 перевезла более 600 тысяч пассажиров в первый год своего существования и более 9 миллионов в 2017 году.
17 сентября 2016 в Jet2.com поступил первый новый Boeing 737-800 — первый из тридцати, заказанных авиакомпанией в 2015. В этом же месяце Jet2 объявила об открытии баз в Бирмингеме и аэропорту Станстед (первая база авиакомпании на юге Англии). В ноябре 2016 Jet2.com открыла свой новый ангар для технического обслуживания в Манчестере. В декабре 2016 заказ на 30 Boeing 737-800 был расширен до 34. В 2019 году авиакомпания получила свой последний 34-й борт, который стал сотым по счёту во флоте Jet2.

### Последние годы
В 2019 году Jet2.com перевезла рекордные 14,39 млн пассажиров на 82 931 рейсе, что стало приростом в более, чем 18 % по сравнению с предыдущим годом.
Из-за европейской вспышки коронавируса в 2020 году авиакомпания приостановила все рейсы до 17 июня 2020.

## Флот
В июле 2021 года флот Jet2 состоял из 91 самолётов, средний возраст которых 14,4 лет:

## Корпоративные данные

### Дочерние компании
В 2007 году была открыта компания Jet2holidays, предоставляющая путёвки на отдых (package holidays), защищённые ATOL и ABTA.
29 апреля 2015 была открыта компания Jet2CityBreaks, а в июне 2017 была запущена компания Jet2Villas через бренд Jet2holidays.

### Владение
Dart Group plc, являющаяся холдинговой компанией в Лидсе, полностью владеет Jet2.com.

### Офисы компании
Главный офис Jet2 находится в здании Low Fare Finder House на территории аэропорта Лидс-Брадфорд. Строительство здания началось в 2006 году, для размещения пилотов, бортпроводников и других сотрудников.
В апреле 2013 Jet2.com перенесла колл-центр, финансовый, ИТ, кадровый, коммерческий и маркетинговый отделы в новый офис «Holiday House» в центре Лидса. В сентябре 2014 авиакомпания открыла новую учебную академию стоимостью в 9.5 миллионов фунтов в Брадфорде.

## Направления
Jet2.com имеет 70 направлений по всей Европе. Большинство направлений находится на побережье Средиземного моря (Испания, Греция, Франция, Кипр, Италия, Турция, Португалия), а также Канарские острова. Авиакомпания имеет 9 баз в Великобритании и 1 в Испании.